# Thư Thành
Thư Thành (chữ Hán giản thể: 舒城县, Hán Việt: Thư Thành huyện) là một huyện thuộc địa cấp thị Lục An, tỉnh An Huy, Cộng hòa Nhân dân Trung Hoa. Quận này có diện tích 2092 km2, dân số năm 2004 là 990.000 người, mã số bưu chính 231300, mã vùng điện thoại 0564. Về mặt hành chính, huyện Thư Thành được chia thành 15 trấn, 6 hương, huyện lỵ đóng ở trấn Thành Quan. 
- Trấn: Thành Quan, Hiểu Thiên, Đào Khê, Vạn Phật Hồ, Thiên Nhân Kiều, Bách Thần Miếu, Hàng Phu, Thư Trà, Nam Cảng, Cán Xá Hà, Trương Mẫu Kiều, Ngũ Hiển, Sơn Thâấ, Hà Bằng, Thang Trì.
- Hương: Xuân Thu, Bách Lâm, Đường Thụ, Khuyết Điếm, Cao Phong, Lư Trấn.